# Johann Friedrich Dietler

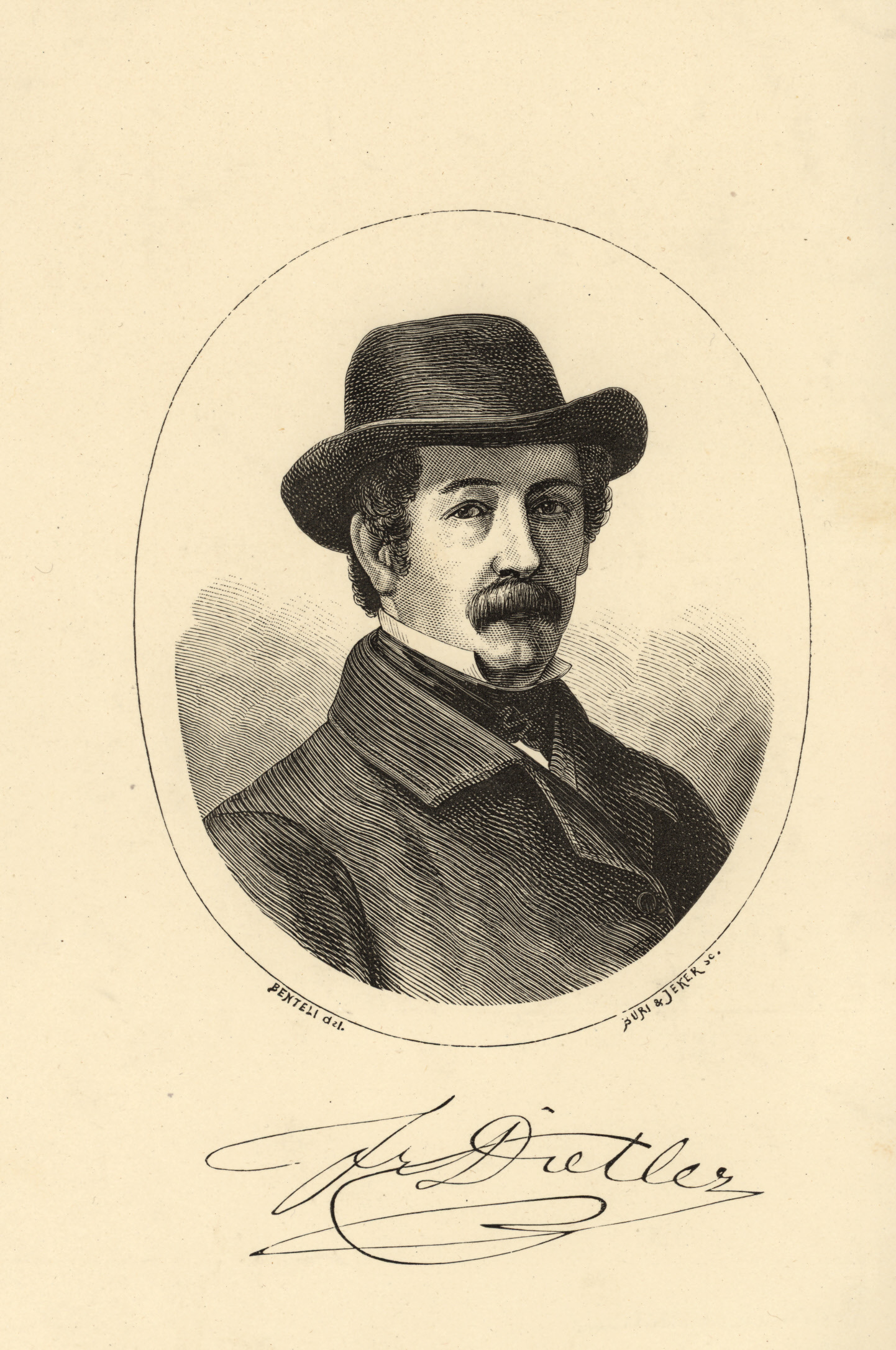
Porträt Johann Friedrich Dietlers (1804–1874), Xylographie nach einer Zeichnung von Wilhelm Bernhard Benteli (1839–1924)

Johann Friedrich Dietler (* 4. Februar 1804 in Solothurn; † 4. Mai 1874 in Bern), heimatberechtigt in Solothurn, war ein Schweizer Maler und Zeichner.
Dietler liess sich bei Charles Germann in Solothurn und ab 1822 bei Antoine-Jean Gros in Paris ausbilden. 1833 kehrte er nach Solothurn zurück. Den Winter 1834/1835 verbrachte er in Venedig, wo er im Atelier von Léopold Robert Aufnahme fand. Er liess sich 1836 in Bern nieder und wurde dort schon bald mit Bildnisaufträgen überschüttet. In den Patrizierfamilien von Bern, Solothurn, Freiburg und Basel waren seine Porträts überaus gefragt. 1841 heiratete er die Solothurnerin Nancy Schürer. Während vieler Jahre unterrichtete er an der Berner Kunstschule; zu seinen Schülern gehörten Ernst Stückelberg und Friedrich Walthard. Bedenken, die aufkommende Fotografie würde ihn arbeitslos machen, waren unbegründet. Dietler benutzte in späteren Jahren die Fotografie öfters als Hilfsmittel, verdrängen konnten die kleinformatigen Fotos das bürgerlich-repräsentative Ölbild oder Aquarell vorerst nicht.

## Sammlungen mit Werken Dietlers
- Kunstmuseum Bern (unter anderem Ateliernachlass)
- Kunstmuseum Solothurn
- Schloss Jegenstorf
- Schloss Wildegg
- Burgerbibliothek Bern